# Villa Kouznetsov
La villa Kouznetsov, dite aussi palais, est une demeure de villégiature situé à Foros en Crimée, construite par le magnat du thé Alexandre Kouznetsov à la fin du XIXe siècle. C'est un monument protégé à la liste du patrimoine culturel d'importance fédérale de Russie.

## Histoire

### Parc de Foros

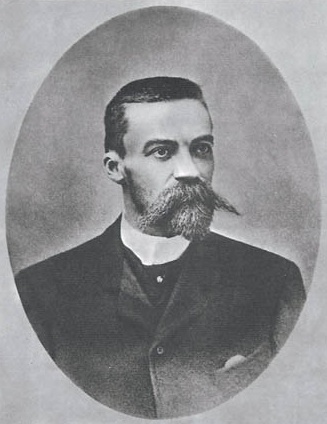
Alexandre Grigorievitch Kouznetsov.

L'histoire commence en 1862, lorsque le « roi du thé », Alexandre Kouznetsov achète son domaine de Foros, pour s'y installer avec son épouse, lui-même étant de santé fragile. Alexandre Grigoriévitch était le petit-fils d'Alexeï Goubkine qui possédait d'immenses plantations de thé aux Indes et à Ceylan.
Le parc est signalé sur les cartes dès 1834 et Kouznetsov le redessine. En 1889, il commence à y faire construire une grande villa d'un étage (appelée palais par les habitants locaux). Les plans sont de l'architecte Billiang.

### Construction de la villa
L'intérieur de la villa, de style classique, est orné d'un escalier d'honneur en marbre, de parquets réalisés par des maîtres italiens, des cheminées en marbre de Carrare. Elle est précédée d'une grande terrasse élégante d'où la vue s'ouvre sur le parc, le bord de mer au loin et les montagnes majestueuses.
Le domaine de Kouznetsov n'était pas seulement un lieu de vie et de loisirs confortable, mais une entreprise agricole dynamique. Elle comprenait surtout un vignoble d'une superficie de 30 hectares et Kouznetsov exportait son vin à l'étranger. D'immenses caves à vin existent toujours, mais elles ne fonctionnent plus aux fins prévues.

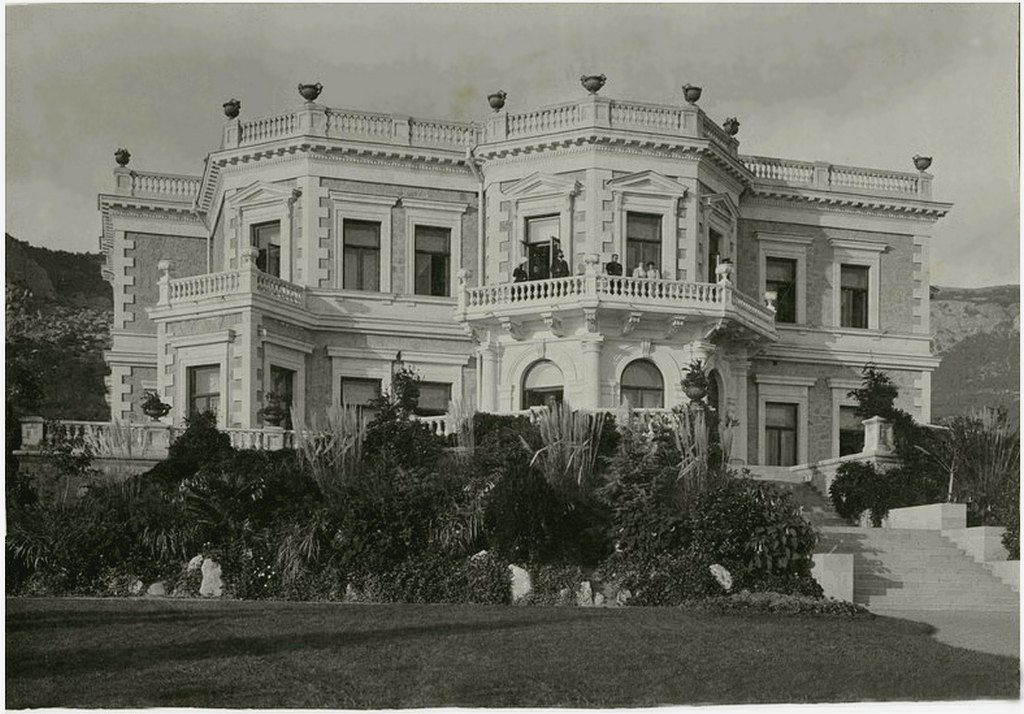
Vue de la villa à la fin des années 1890.

Il y a aussi deux autres maisons dans le domaine: l'une  pour l'intendant et l'autre pour les invités, ainsi que des communs.

### Après les Kouznetsov

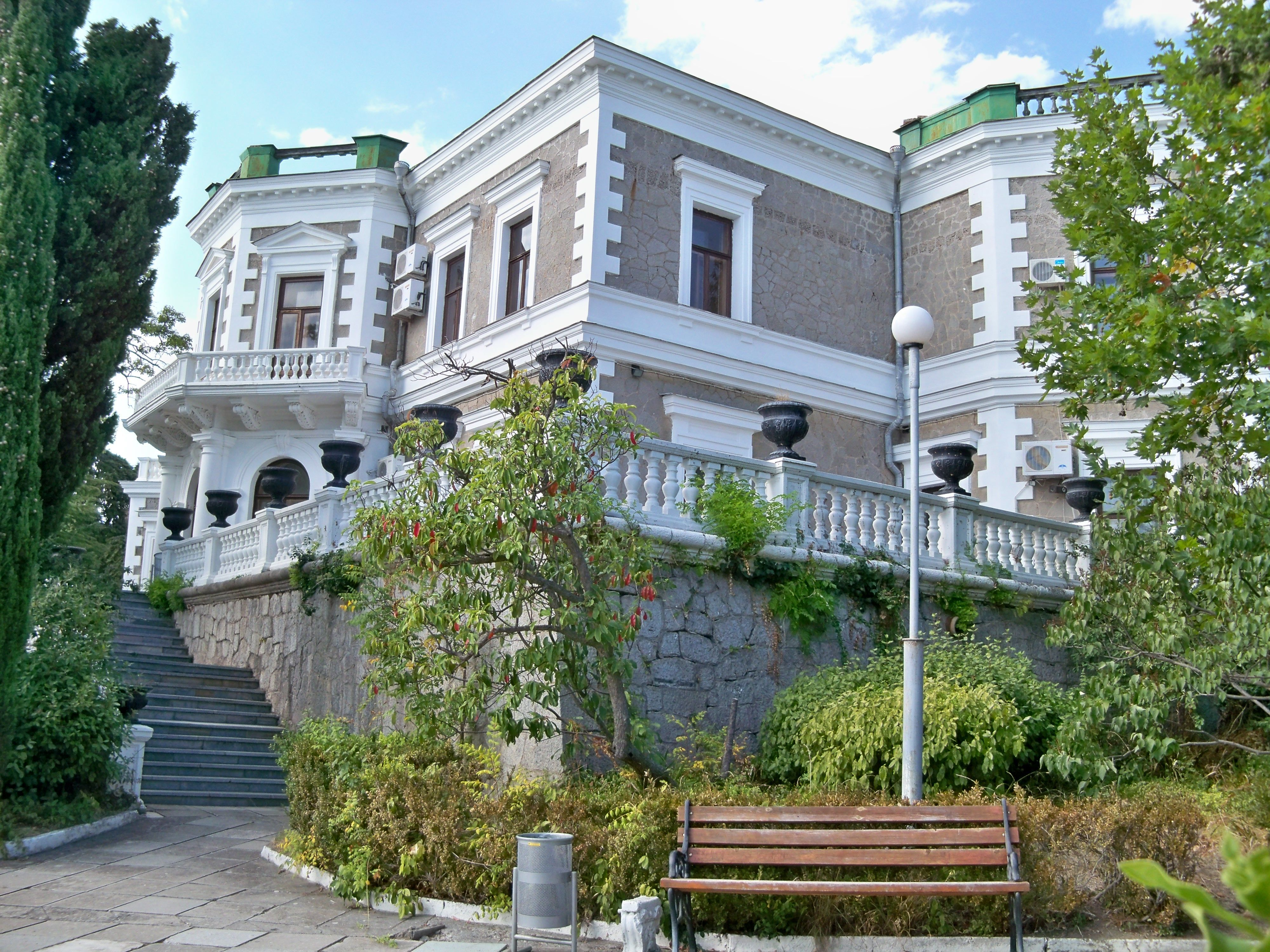
Villa Kouznetsov

Après la mort d'Alexandre Kouznetsov en 1895, le domaine passe à son neveu (fils de sa sœur Maria, morte en 1891, et de l'industriel de la chimie, Constantin Kapitonovitch Ouchkov, 1850-1918), Grigori Constantinovitch Ouchkov (1879-1922), mais étant mineur c'est son père au début qui s'occupe du domaine. Il continue de le mettre en valeur. Ensuite Grigori Constantinovitch se rend même en Amérique et en Afrique pour se procurer des plantes, il fait construire des bassins et fait planter une énorme roseraie.
Il cherche à introduire les dernières avancées technologiques dans le domaine et à faire de Foros une station balnéaire à la mode: il fait construire un casino, des bowlings, des courts de tennis et même un hippodrome avec écuries. Il prévoit de construire une ligne de train électrique de Sébastopol jusqu'à Yalta avec une gare à Foros; mais la révolution d'Octobre arrête le projet.
L'écrivain Maxime Gorki y a rencontré le chanteur Fédor Chaliapine (beau-frère de la maîtresse de maison) en 1916 (plaque à l'entrée) et pendant six semaines ils ont travaillé ensemble à la rédaction d'un livre autobiographique sur Chaliapine Pages de ma vie.
À l'époque soviétique, la villa est transformée en établissement de santé, et devient en 1929 la maison de repos (dite « sanatorium », ce qui n'a pas la même signification en russe: signifiant maison de repos pour les congé payés des travailleurs) des travailleurs du textile de Léningrad. Une bibliothèque et une salle de conférence Foros sont installées aujourd'hui dans la villa. Les visites se font sur rendez-vous.
Des travaux de restauration commencent en 2013.

## Tableaux
L'intérieur de la villa est orné de quinze grands tableaux de paysages au premier étage. Ces peintures sont l'œuvre de Julius von Klever et collées sur du plâtre humide dans des niches spéciales. Il est impossible d'enlever ces panneaux sans les endommager, ce qui a permis aux peintures de survivre. Ils représentent des paysages de Russie, car Alexandre Grigorievitch était malade et se trouvait presque tout le temps en Crimée. La collection est évaluée à 3 millions de dollars.

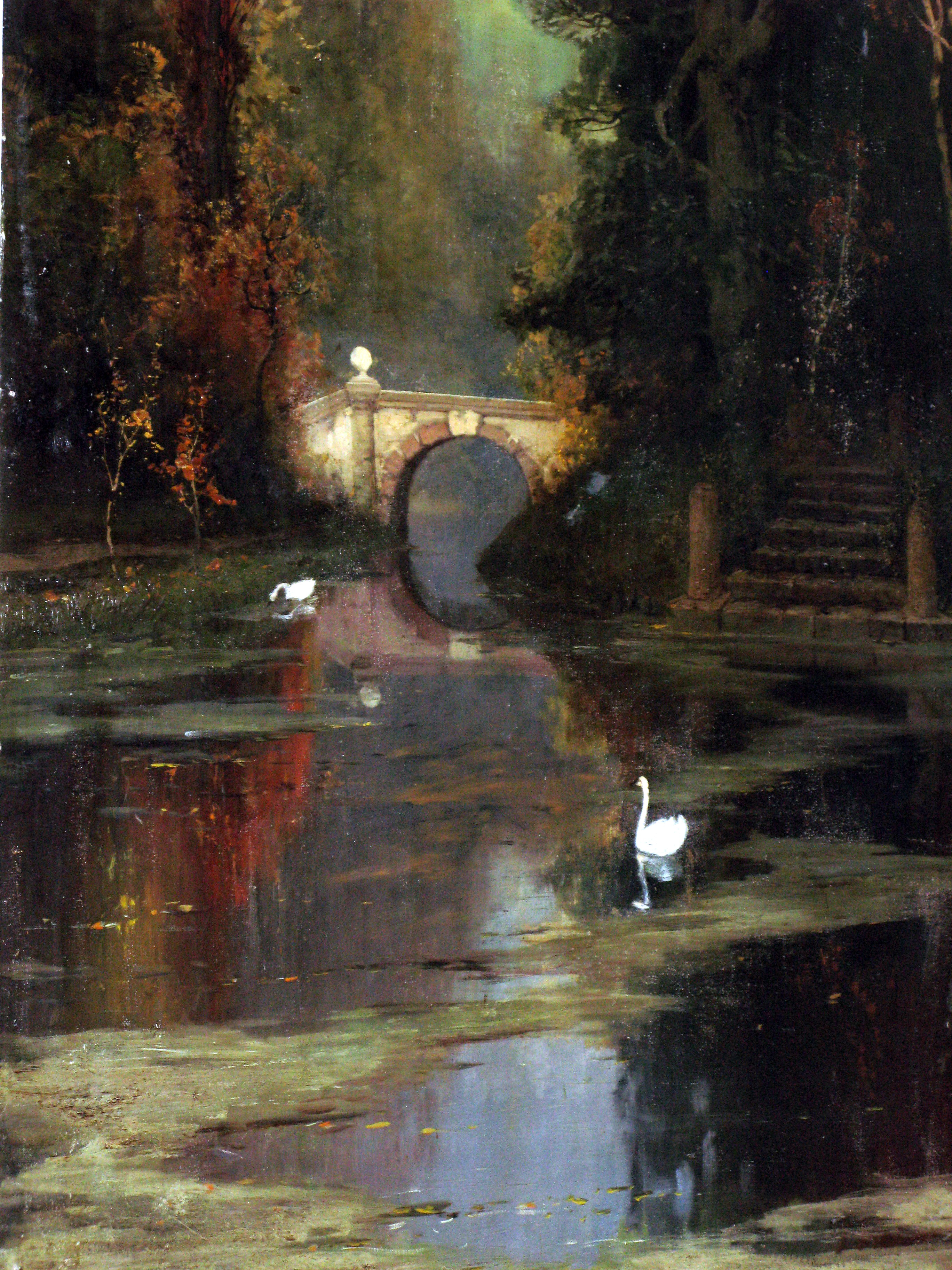
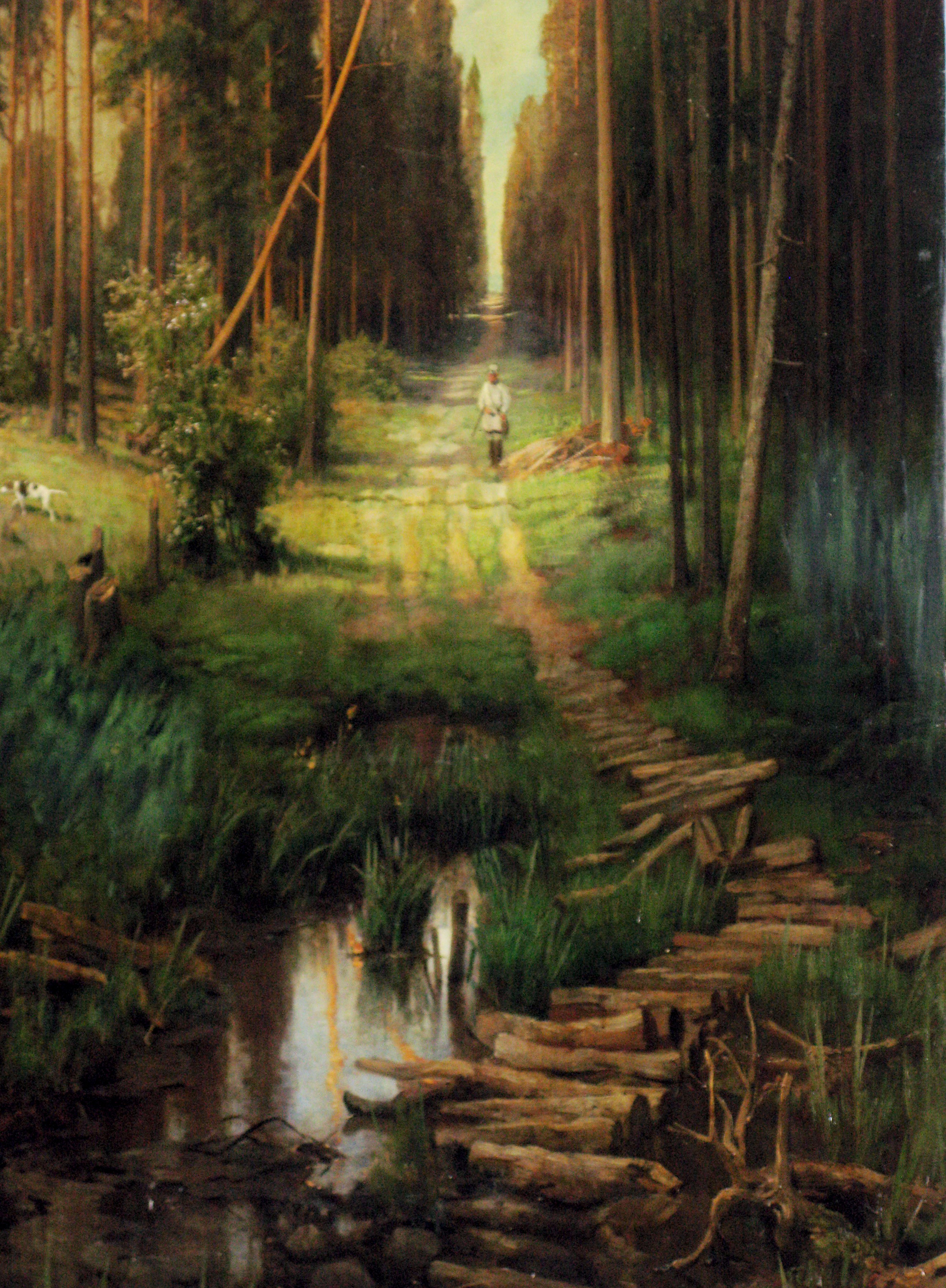
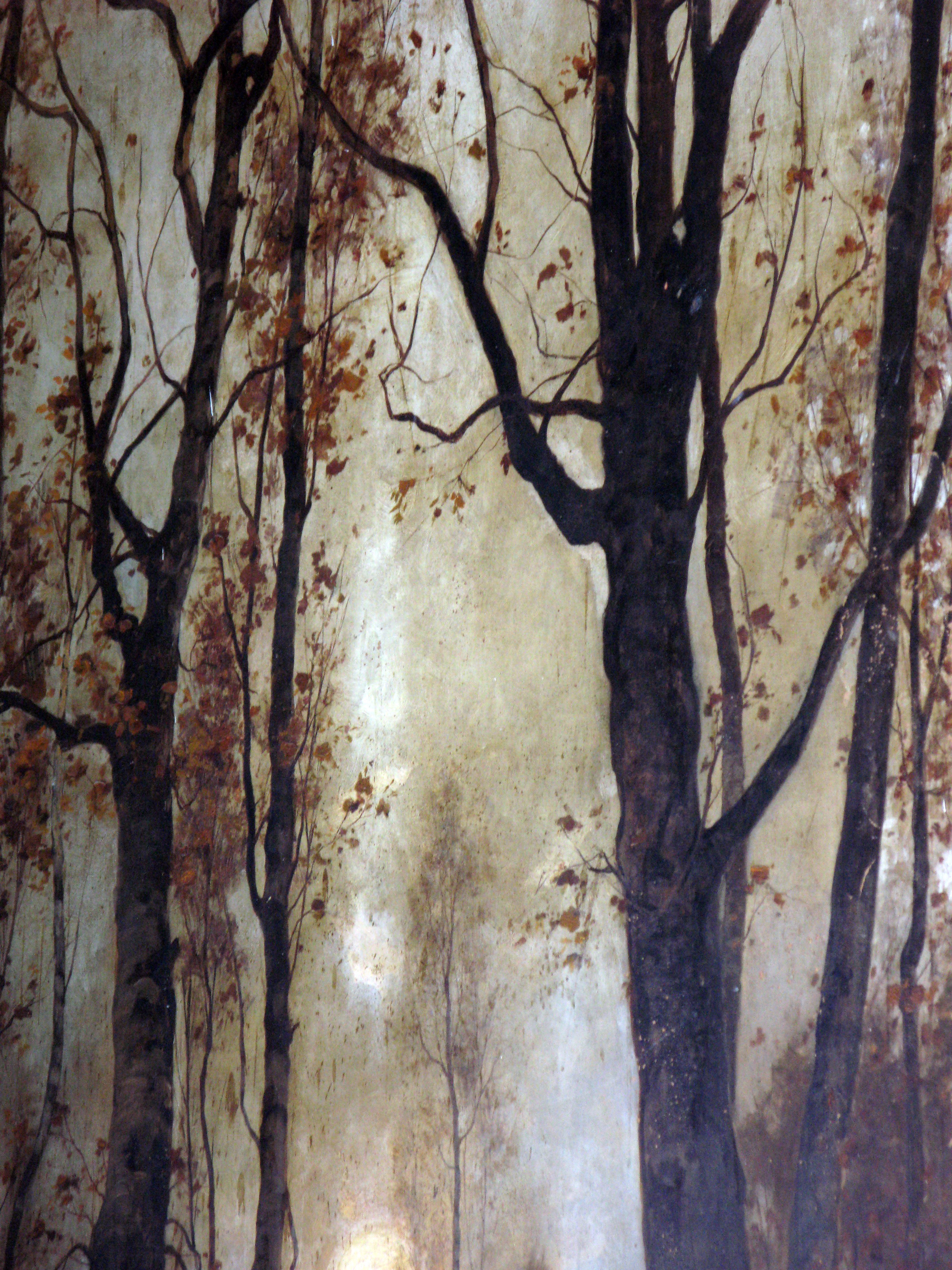
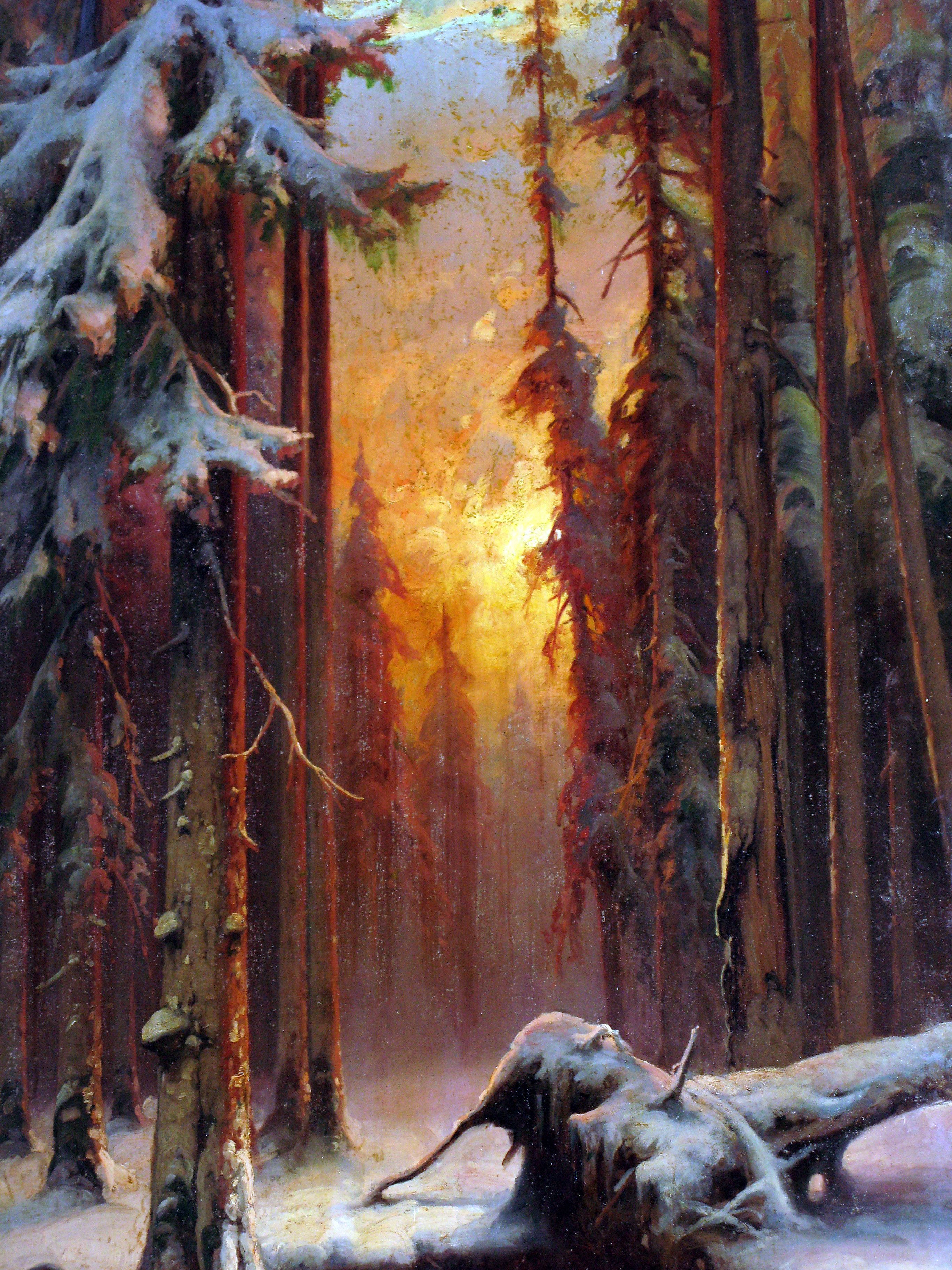
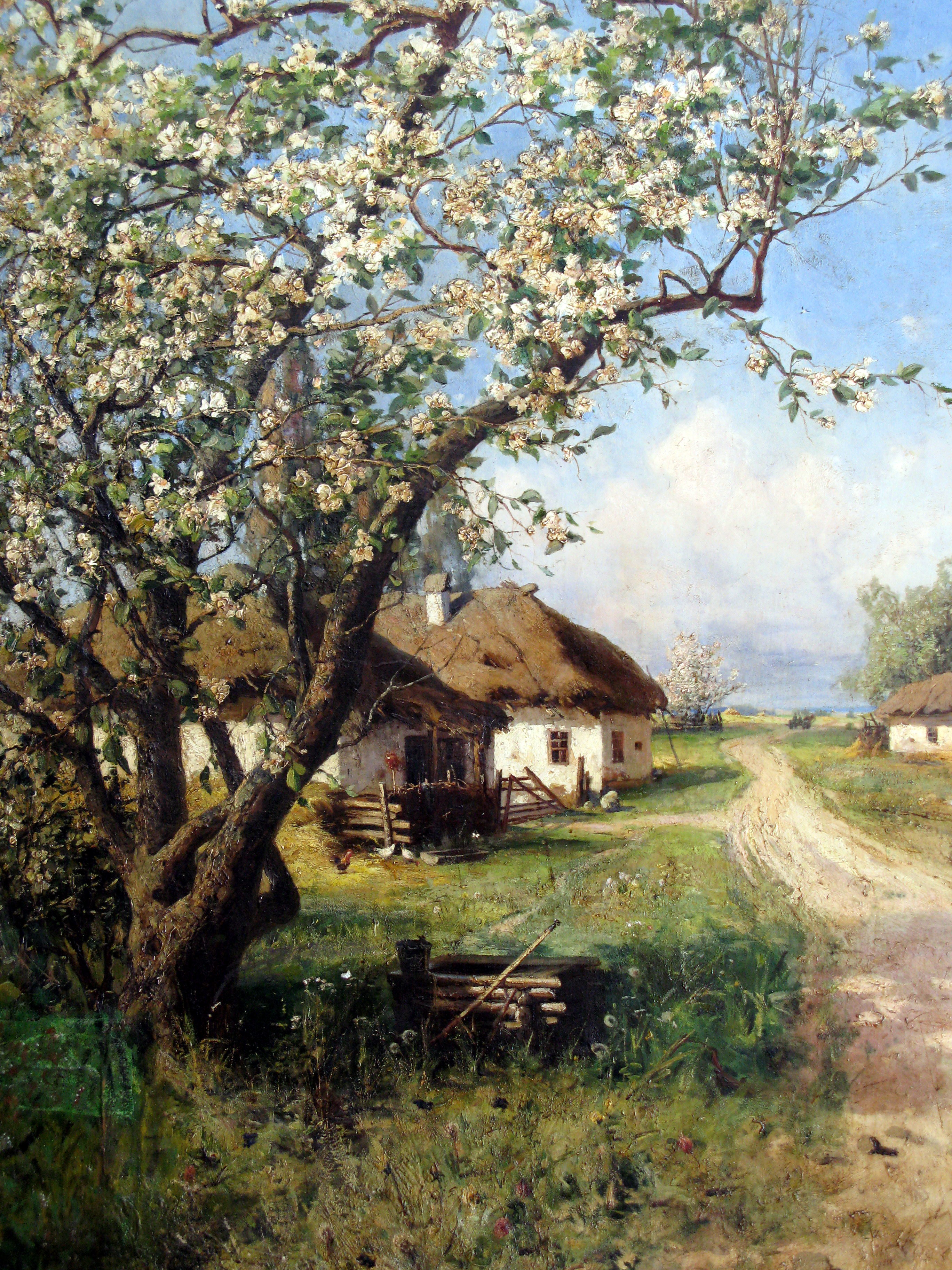
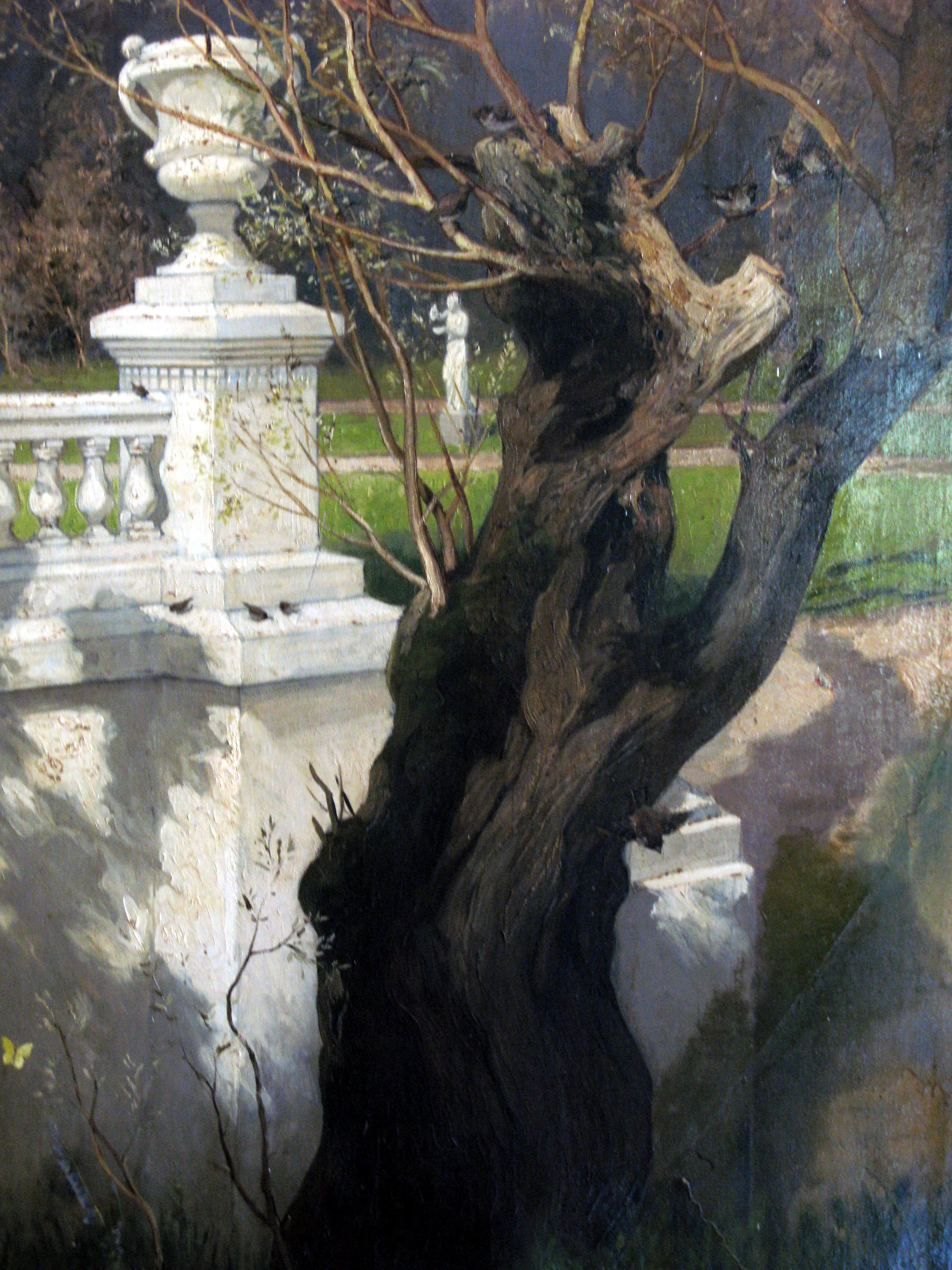
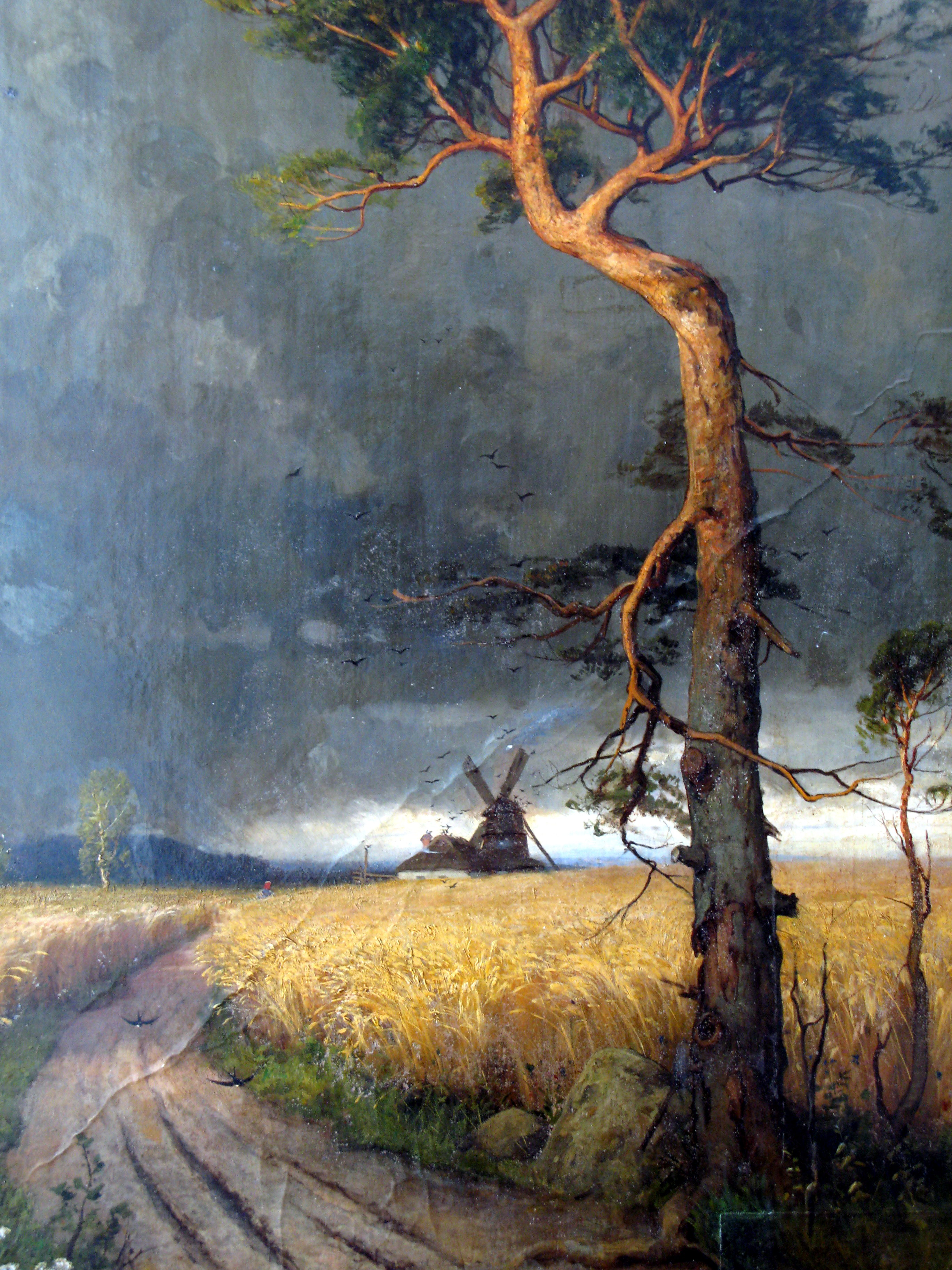
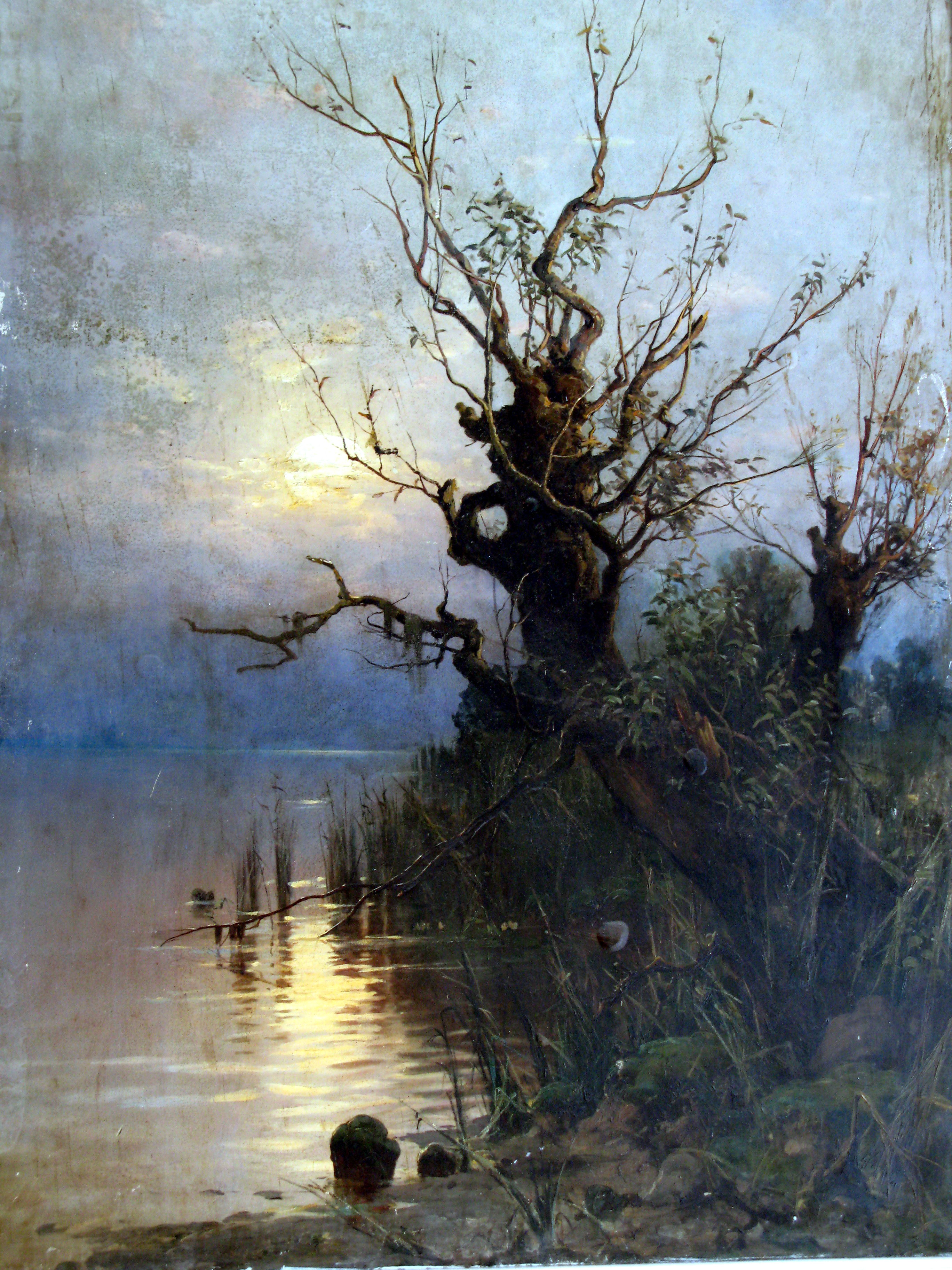
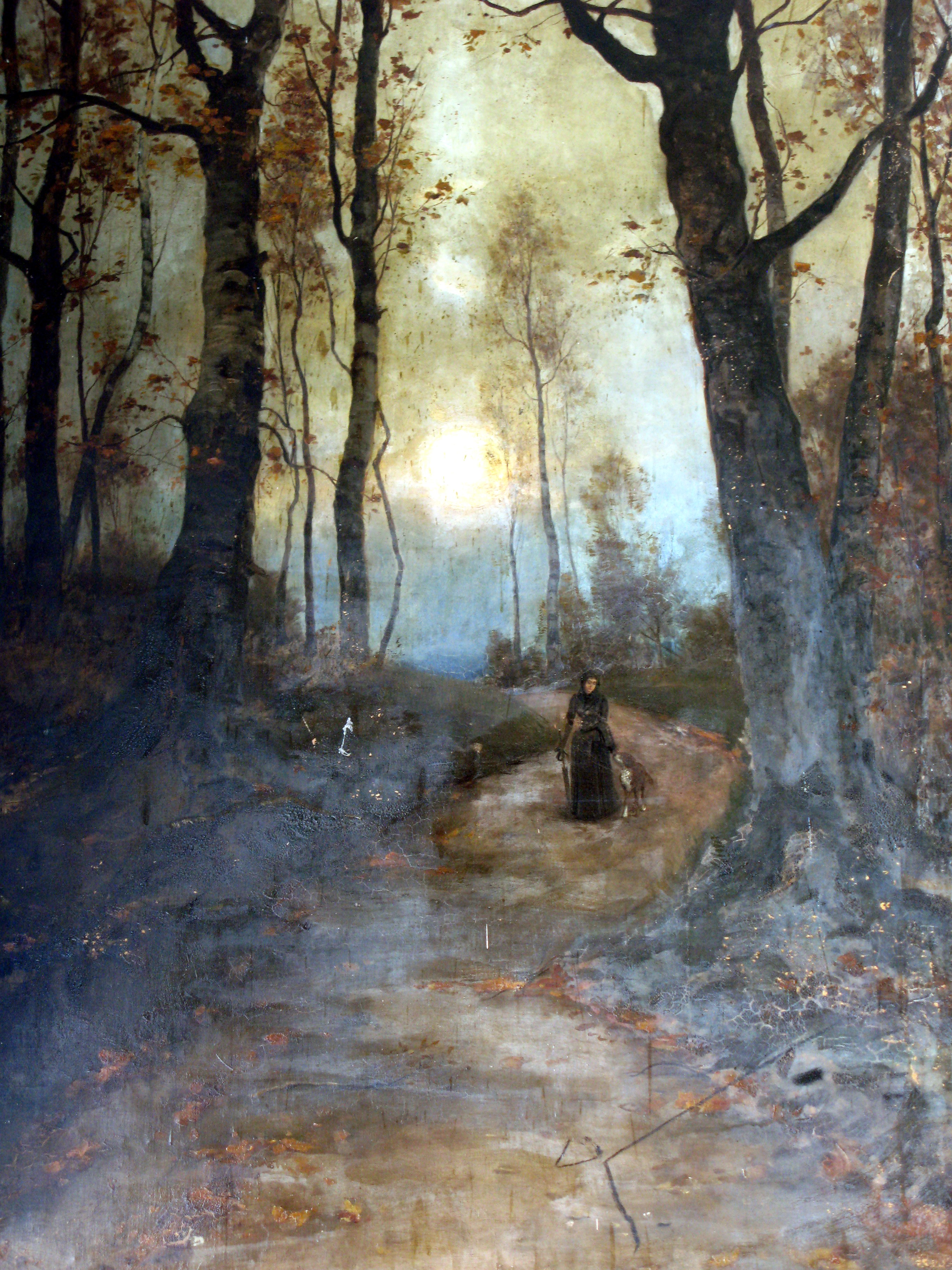
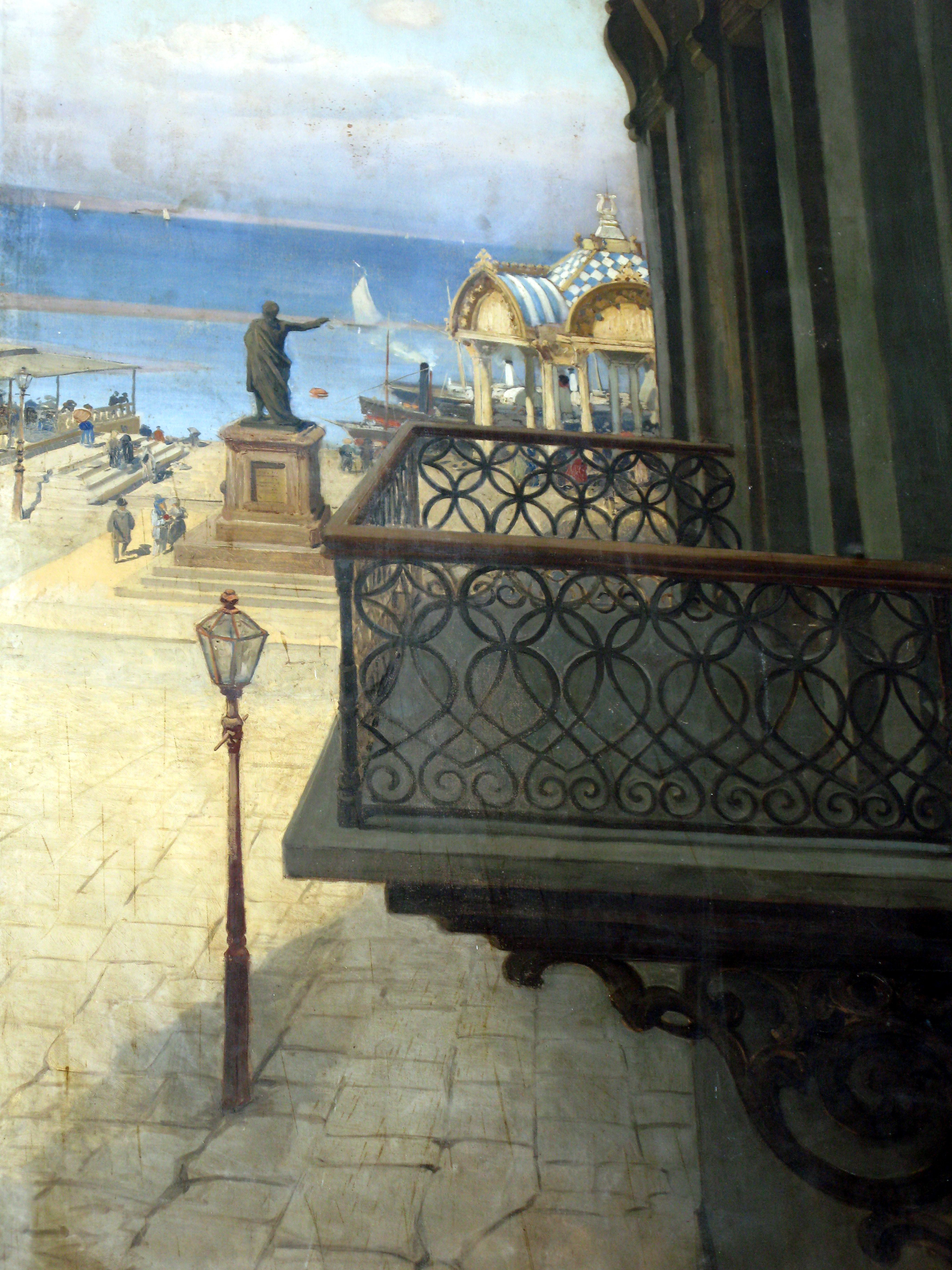

Au début du XXe siècle, en plus des panneaux de Klever, les Ouchkov décorent la villa de tableaux de Makovski, de Svertchkov, d'Orlovski, de Stepanov, de Rizzoni, et d'autres.